# Антонелло да Мессіна
Антоне́лло да Мессі́на (італ. Antonello da Messina, справжнє ім'я Антонелло ді Джованні делья Антоні; *близько 1430, Мессіна, о. Сицилія — † лютий 1479, там само) — італійський художник епохи Раннього Ренесансу. Один з перших італійських художників, що використовували технікою олійного живопису, яка прийшла з північної Європи. У пластичних ясних поетичних картинах, гострохарактерних портретах спромігся досягти глибини кольору, насиченого світлом.

## Біографія

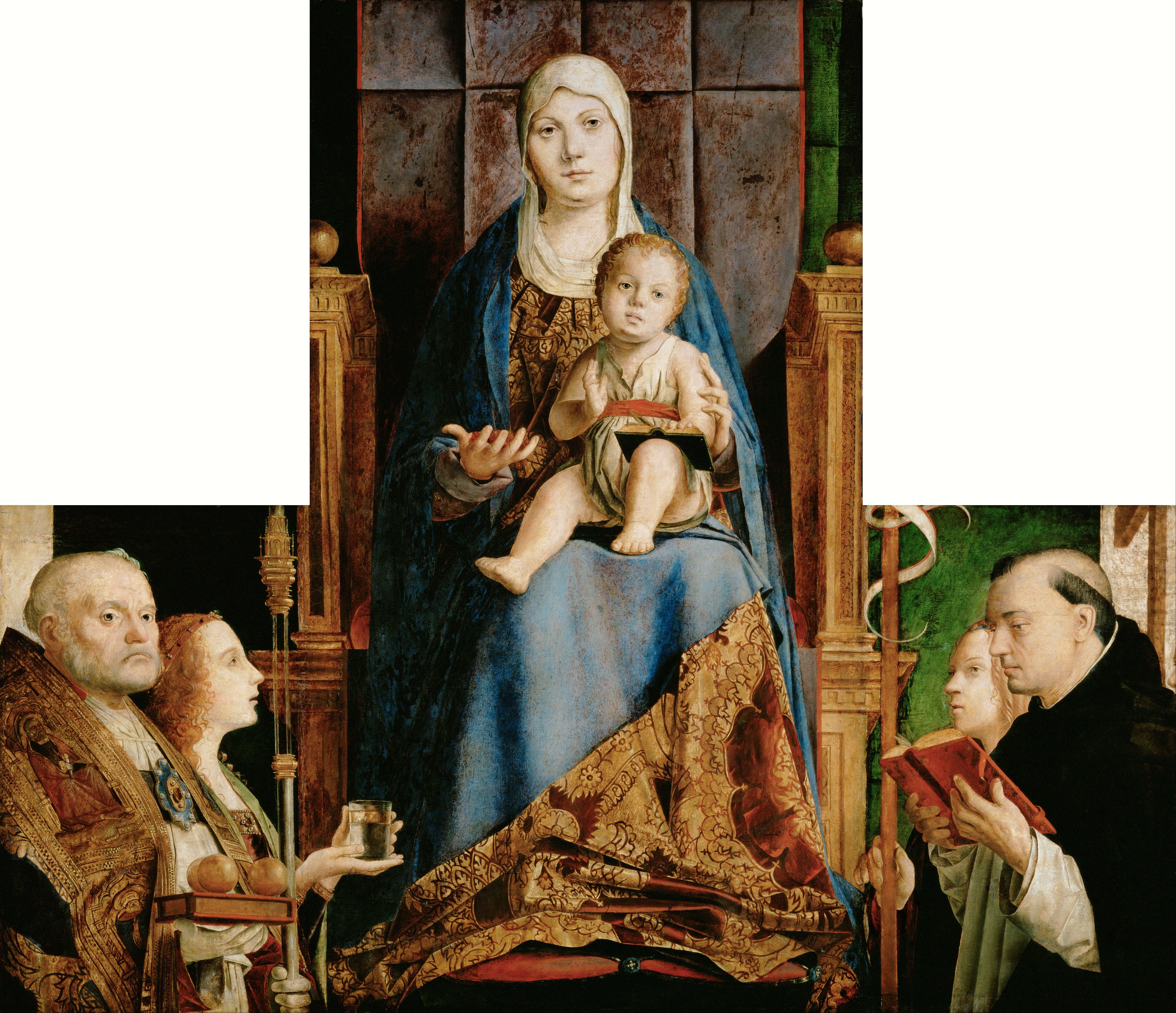
«Вівтар Сан-Кассіано», бл. 1475/1476. Музей історії мистецтв, Відень

Біографічних відомостей про нього майже не збереглося. В 1450 р. переїхав до Неаполя, де познайомився з добутками нідерландських майстрів Ян ван Ейка, Рогір ван дер Вейдена і Петрус Кристуса, що перебували в колекції Арагонського короля Альфонса, і був уражений можливостями олійного живопису. На початку 1450-х років навчався у Ніколо Колантоніо. Відповідно до Джорджо Вазарі, подорожував у Нідерланди з метою довідатися секрет нової, ще невідомої в Італії техніки; однак цей факт не доведений. Хто навчав Антонелло олійного живопису, залишається поки невстановленим; але саме Мессіна першим з італійських живописців познайомив своїх співвітчизників зі світоносним сяйвом олійних фарб, поклавши початок новому напрямку західноєвропейського мистецтва.
Антонелло був одним із найзначніших портретистів Раннього Відродження. Своїх героїв він звичайно писав великим планом, погрудно, на темному тлі. Вони з'являються в трьох-четвертним розвороті, як у портретах нідерландських майстрів. У «Чоловічому портреті» (близько 1474—75) розумна особа зображеного випромінює енергію, глядач відчуває напруженість духовного життя представленого чоловіка. Портрети Антонелло залучають своєю камерністю, наближеністю до глядача, гладкої, немов «нерукотворною», поверхнею.
У картині «Ecce Homo» (близько 1473 р.) художник змушує глядача відчути всю нестерпність мук Ісуса. Голий Христос, з мотузкою навколо шиї й слізьми на лиці, пильно дивиться на нас. Іншими значущими роботами є «Розп'яття» (1475 рік), «Вівтар Сан-Кассіано» (1475–1476 роки), «Мертвий Христок, підтримуваний янголами» (1475–1478 роки), «Святий Себастьян» (1476–1477 роки), «Портрет старого» (1476 рік).

## Деякі твори
Докладніше:
- Вівтар Сан Кассіано
- Святий Себастіан
- Ecce Homo
- Кондотьєр